# Bánvárth Sándor
Bánvárth Sándor (Várpalota, 1876. december 1. – Magyaróvár, 1930. szeptember 11.) a Magyaróvári Gazdasági Akadémia igazgatója, a Ferenc József-rend lovagkeresztese.

## Életpályája
A veszprémi piarista gimnáziumban érettségizett, majd a Magyaróvári Magyar Királyi Gazdasági Akadémia elvégzése után Budapesten jogot tanult, s 1899-ben visszatért a magyaróvári akadémiára gyakornoknak. Az állattenyésztéstan és a takarmányozástan tanáraként sok elismerést szerzett tanítványai és a mezőgazdasági szakemberek körében.
1920. augusztus 1-jétől az Akadémia igazgatójává nevezték ki. Tízéves igazgatóságát a tanári karral való jó együttműködés jellemezte. Sokat tett az 1929-ben elkészült kollégium felállítása érdekében, s lelkiismeretes vezetője volt a Moson Megyei Gazdasági Egyesületnek. Cikkei és könyvei országos tekintélyt biztosítottak számára.
1917-ben a Ferenc József-rend lovagkeresztjével tüntették ki, 1923-ban gazdasági főtanácsosi címet kapott. Az Országos Magyar Gazdasági Egyesület igazgatóválasztmányi tagja volt.
1930. szeptember 11-én halt meg Magyaróváron. Emlékét az óvári vár falán dombormű őrzi. Síremléke a magyaróvári temetőben van.